# Rennrodeln

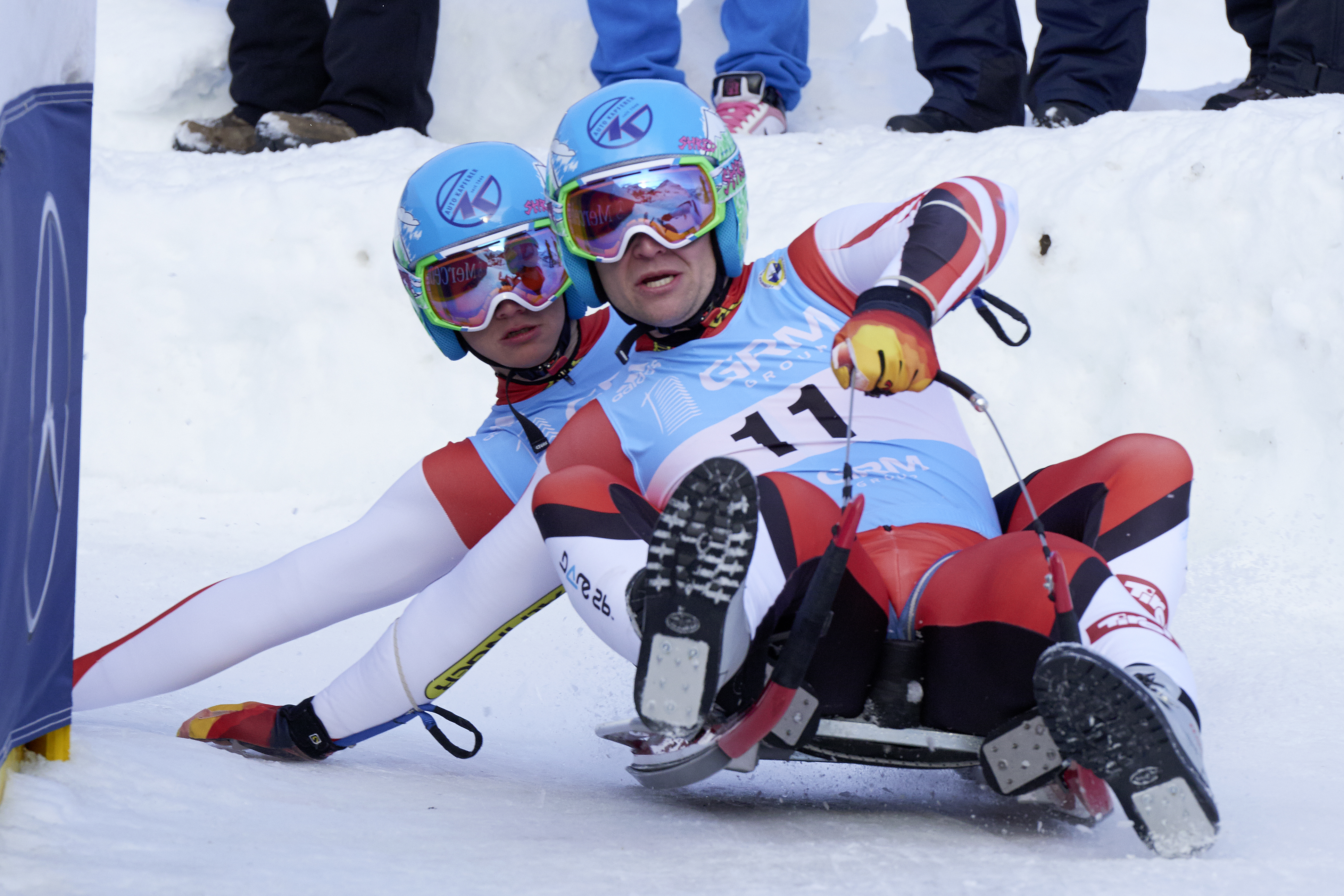
Rennrodeln auf Naturbahn. Christoph Regensburger und Dominik Holzknecht (AUT) am Doppelsitzer, Rechtskurve (Dez. 2014)

Rennrodeln ist eine Wintersportart. Sie ist aus dem Freizeitvergnügen Rodeln hervorgegangen und bezeichnet die wettkampfmäßige Ausübung des Rodelsportes. Man unterscheidet zwischen Rennrodeln auf Kunstbahn (Kunstbahnrodeln – Rennrodeln bei den Olympischen Spielen) und Rennrodeln auf Naturbahn (Naturbahnrodel-Weltmeisterschaften).
Rennrodeln ähnelt stark dem Skeleton (zur Unterscheidung siehe dort).
Der Antrieb der Abfahrt erfolgt durch die Schwerkraft auf die Gesamtmasse von Fahrer(n) und Rodel, die im Gefälle zu einer Vortriebskraft und einer Anpresskraft auf die Bahn führt. Der Startplatz ist horizontal, der Auslauf kann auch leicht ansteigen.

## Geschichte

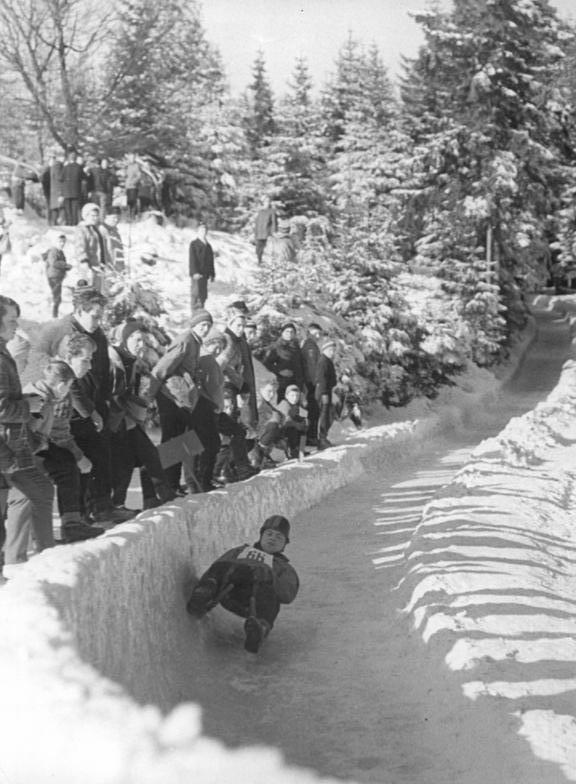
Thomas Köhler bei den Deutschen Meisterschaften im Rennschlittensport 1964

Im 17. Jahrhundert entstanden in Russland vor allem in der Gegend um das heutige Sankt Petersburg und in Moskau später hierzulande so bezeichnete „Russische Berge“ oder auch „Rutschberge“. Bei Wintertemperaturen wurden Rampen aus Holz mit Schnee und Eis bedeckt, sodass auf einer mehrere Zentimeter starken Eisschicht diese künstlichen „Berge“ hinuntergerutscht werden konnte. Um die Vereisung zu halten, wurde sie täglich mit Wasser übergossen. Als „Schlitten“ wurden zunächst Eisblöcke benutzt, auf denen ein Sitz aus Holz und Wolle für die Fahrer befestigt wurde. Die Bahnen waren vor allem unter der reicheren Bevölkerung und Adeligen beliebt und wurden teilweise aufwendig gestaltet, dekoriert und mit Bäumen umpflanzt. Häufig ist zu lesen, Napoleons Soldaten hätten die unter dem französischen Namen Montagnes Russes bekanntgewordene Erfindung während des Russlandfeldzugs kennengelernt und sie mit nach Westeuropa, insbesondere nach Frankreich gebracht. Es gibt aber Berichte, nach denen schon 1804 im Quartier des Ternes in Paris ein Russischer Berg in Betrieb war. Wegen häufiger Unfälle wurde er stillgelegt.
Russische Truppen brachten sie 1813 erneut nach Paris, von wo aus sie sich auch im deutschsprachigen Raum eine gewisse Zeit verbreiteten. Man fuhr nun auch ohne Eis auf Schlitten, die in Schienen glitten, „… welche am Ende des Wegs oft eine aufrechte Schlinge bildeten, die man, durch die Zentrifugalkraft gehalten, mit nach unten hängendem Kopf durchfuhr“.
Der Schlittensport wurde Anfang des 19. Jahrhunderts populär. Anfänglich wurden Holzschlitten wie der Davoser Schlitten oder der Grindelwalder Schlitten verwendet. Daraus entwickelten sich die Wintersportarten Rennrodeln und Bob. Das erste Rodelrennen war 1883 in Davos. 1888 entwickelte ein Engländer den Bob, indem er zwei Schlitten hintereinander mit einem Brett verband. Damals wurden die Rennen ausschließlich auf natürlichen Rodelbahnen ausgetragen, also auf Waldwegen, die vorwiegend zum Holztransport angelegt waren.
1910 fand das erste Rodelrennen auf einer Kunstbahn statt. Die Trennung in zwei eigenständige Sportarten erfolgte 1964, als die Rennen auf der Kunstbahn in das olympische Programm aufgenommen wurden. Daraufhin wurden auch die Europa- und Weltmeisterschaften nur noch auf diesen Bahnen ausgetragen, bis 1970 die erste Rennrodel-Europameisterschaft auf Naturbahn-EM stattfand.
Bis zum Beginn des 20. Jahrhunderts wurden Rodelrennen ausschließlich auf verschneiten Waldwegen gefahren, die teilweise ein bis zwei Meter hohe Schneewände an den Kurvenaußenseiten aufwiesen. Ab 1910 begann man eigens für den Rodelsport Bahnen anzulegen und die überhöhten Kurven zu vereisen, um sie länger befahrbar zu machen. Die ersten Kunstbahnen waren entstanden. Da nur wenige solche Bahnen verfügbar waren, fuhr man zumeist weiterhin auf Waldstraßen, die keine überhöhten Kurven hatten. Diese Naturbahnen wiesen eine ebene Bahnsohle auf. Bis in die 1960er Jahre gab es noch keine formale Trennung zwischen Kunst- und Naturbahnrodeln und die Sportler waren nicht spezialisiert. Für beide Bahntypen wurden dieselben Rodeln verwendet und das Wettkampfreglement unterschied sich nicht. Wegen der geringen Anzahl von Kunstbahnen fanden die meisten Wettkämpfe auf Naturbahnen statt, erst in den 1950er Jahren wurden vermehrt Kunstbahnen gebaut. Nach der Olympiapremiere 1964 trennte sich die Entwicklung von Kunst- und Naturbahnrodeln. Alle bis dahin ausgetragenen Welt- und Europameisterschaften wurden nachträglich als Kunstbahnwettkämpfe gewertet, ungeachtet dessen, ob sie wirklich auf Kunst- oder, wie meistens der Fall, auf Naturbahn ausgetragen wurden.
1966 gründete sich innerhalb des Internationalen Rennrodelverbandes (FIL) eine eigene Naturbahnkommission, die sich ausschließlich um diese Sportart kümmerte. Für den in den Alpenländern sehr populären Naturbahnrodelsport wurden eigene Wettbewerbe durchgeführt. Ab 1967 gab es den Europapokal, 1970 führte man in Kapfenberg die erste Europameisterschaft durch und 1979 wurde in Inzing die erste Weltmeisterschaft ausgetragen. Seit 1992 gibt es einen Weltcup, der in sechs Wertungsläufen pro Saison wie bei den internationalen Meisterschaften im Einsitzer der Herren und Damen sowie in einem Doppelsitzer ausgetragen wird. Daneben gibt es den Interkontinentalcup, der hauptsächlich zur Förderung des Nachwuchses dienen soll. Bei Welt- und Europameisterschaften wird auch ein Mannschaftswettbewerb mit je einem Einsitzer von Frauen und Männern und einem Doppelsitzer durchgeführt. Junioreneuropameisterschaften gibt es seit 1974, Juniorenweltmeisterschaften seit 1997. Es hat sich ein Rhythmus entwickelt, bei dem in ungeraden Jahren Weltmeisterschaften und Junioreneuropameisterschaften ausgetragen werden und in geraden Jahren die Europameisterschaft und die Juniorenweltmeisterschaften. Der Internationale Rennrodelverband unternimmt seit den 1970er Jahren Versuche für die Anerkennung des Naturbahnrodelns als olympische Disziplin, scheiterte allerdings bisher bei allen Versuchen, eine Aufnahme dieses Sportes in das Programm der Olympischen Spiele zu erreichen.
Seit 1957 gibt es die Fédération Internationale de Luge de Course (FIL), die sich als eigenständige Rennrodel-Organisation von der FIBT abspaltete. In dieser sind neben den Bobfahrern auch weiterhin die Sportler des, dem Rennrodeln sehr ähnlichen, Skeleton-Sports organisiert. In Deutschland sind alle drei Sportarten im Bob- und Schlittenverband für Deutschland (BSD) zusammengefasst.

## Rennrodeln auf Kunstbahn

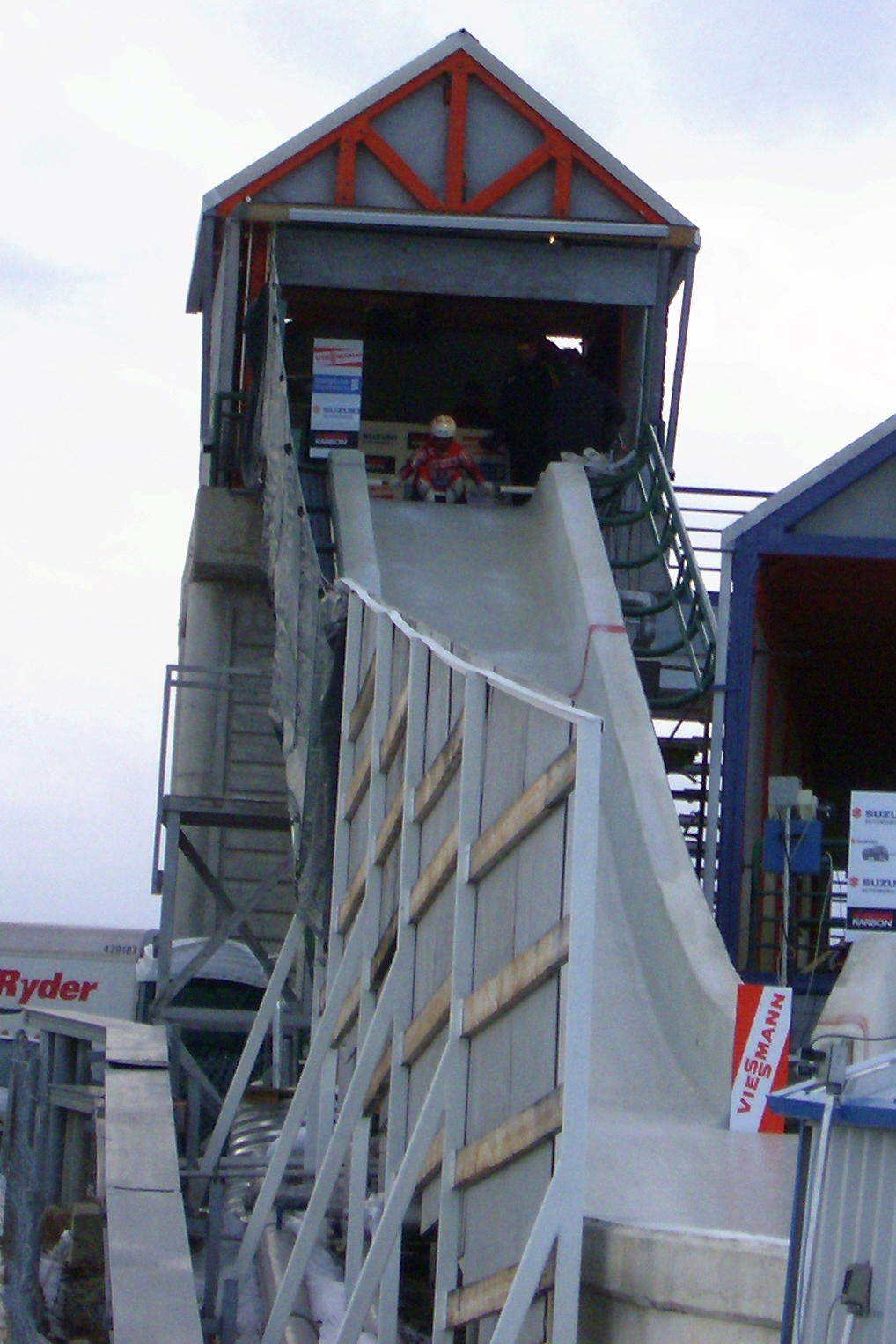
Rodel-Start der Olympia-Eisbahn in Calgary

Beim Rennrodeln auf Kunstbahn – auch Kunstbahnrodeln genannt – wird mittlerweile fast nur noch auf einer Kunsteisbahn (Eiskanal mit künstlicher Kühlung und erhöhten Kurven) gerodelt, wobei der Fahrer auf dem Rücken liegt. Gelenkt wird durch Beindruck, Verlagerung des Oberkörpers und durch Ziehen der Griffe mit den Händen. Die ideale Fahrweise ist dabei, sich so flach wie möglich auf dem Rodel zu halten. Das Beschleunigen beim Start erfolgt durch beidhändigen Zug und Abstoß von den Bügeln, sog. Startabzug und anschließend durch kurze Schläge mit den Händen auf das Eis, sog. Paddelschläge.
Wettbewerbe finden traditionell in vier Disziplinen statt: Einzel (Frauen und Männer), Doppelsitzer (Frauen und Männer) und in der Teamstaffel (je ein Einzel Frauen, Einzel Männer sowie Doppelsitzer Frauen und Doppelsitzer Männer). Im Doppelsitzer-Wettbewerb wurde zunächst keine Geschlechtertrennung angewendet, es durften sowohl Männer als auch Frauen teilnehmen. Aufgrund der anderen körperlichen Voraussetzungen bestanden Doppelsitzer-Teams im Leistungssport allerdings seit den 1960er Jahren fast ausschließlich aus Männern. Bei internationalen Meisterschaften wurde auch ein Mannschaftswettbewerb (beide Einzel und Doppelsitzer) ausgetragen, bei denen die drei erzielten Zeiten addiert wurden. Der Mannschaftswettbewerb wurde durch die Teamstaffel abgelöst. Hier fahren die Rodler einer Mannschaft direkt hintereinander, wobei durch Anschlagen eines Brettes im Ziel das Starttor für den nächsten Rodler geöffnet wird. Die Teamstaffel ist seit der Saison 2010/11 Teil des Weltcups; seit 2014 ist sie auch olympische Disziplin. Außerdem gibt es seit dem Winter 2014/2015 die Disziplin Sprint (Frauen, Männer, Doppelsitzer). Dabei gibt es nur einen Lauf mit fliegendem Start, das heißt die Zeitnahme beginnt frühestens hundert Meter nach dem Start. Der Sprint war 2016 bei den Weltmeisterschaften auf der Kunsteisbahn Königssee erstmals Weltmeisterschaftsdisziplin. Im Weltcup gibt es derzeit keine separate Sprint-Wertung.
Der Rodelsport ist seit 1964 Olympiadisziplin. Zudem finden Weltmeisterschaften seit 1955 statt. Artverwandt mit dem Rodeln ist Skeleton, welches, im Gegensatz zum Rodeln, auf dem Bauch liegend gefahren wird. Zudem hat der Rennrodelschlitten wie der Bobschlitten bewegliche Kufen, was beide Sportarten letztlich stark vom Skeleton unterscheidet, wo fest montierte Kufen verwendet werden.

### Statistik
Internationale Wettkämpfe im Rodelsport werden traditionell von Athleten aus Deutschland, Italien (hier speziell aus der Region Südtirol) und Österreich dominiert, bei den Frauen sogar vorwiegend von den Deutschen allein. Bei den Weltmeisterschaften 2004 in Nagano und den Olympischen Winterspielen 2006 in Turin gewannen die deutschen Frauen alle drei Medaillen, die deutschen Herren belegten in Nagano jeweils die beiden ersten Plätze im Einer und im Doppelsitzer. Zudem entschieden sie den Mannschaftswettbewerb für sich. Die beherrschende Stellung einer Nation ist in kaum einer anderen Sportart so ausgeprägt wie beim Rodeln. Sportler aus beiden deutschen Staaten und seit 1990 (Olympische Spiele 1964: gesamtdeutsche Mannschaft) aus dem wiedervereinigten Deutschland gewannen
- von 1964 bis 2022 87 von 153 olympischen Medaillen (57 %),
  - darauf entfielen 38 von 51 Olympiasiegen (75 %),
- von 1960 bis 2005 insgesamt 188 von 327 WM-Medaillen (57 %),
  - davon zwei Drittel (67 %) aller Weltmeistertitel, und
- von 1978 bis 2005 33 von 86 Weltcupgesamtsiegen (38 %).
- Bei den Frauen entfielen sogar 71 % aller WM-Medaillen und über 84 % der Weltmeistertitel auf deutsche Athletinnen. Des Öfteren belegen sie bei großen internationalen Wettkämpfen die ersten drei Plätze.
- Ab 1997 gewannen 13 Jahre lang ausschließlich Athletinnen aus Deutschland Weltcuprennen, am 5. Dezember 2010 den 100. Wettbewerb nacheinander. Diese Serie riss nach 105 Siegen in Folge am 12. Februar 2011 in Paramonowo.
- Auch bei den Doppelsitzern der Herren und im Mannschaftswettbewerb gingen jeweils rund zwei Drittel aller Titel nach Deutschland.

### Kunstbahnen
Deutschland ist derzeit das einzige Land, das vier solche Bahnen besitzt. Die meisten Bahnen sind Kunsteisbahnen. Weltweit gibt es nur noch sehr wenige künstlich angelegte Bahnen, die wie in der Frühzeit des Rodelsports ohne Vereisungsanlage betrieben werden. Sie sind daher nur bei entsprechenden Minusgraden benutzbar. Dazu gehört in Deutschland die Spießbergbahn. Der Olympia Bob Run St. Moritz–Celerina gilt als der bekannteste, wird heute allerdings hauptsächlich für den Bobsport genutzt.
Die Rennschlitten- und Bobbahn Altenberg gilt neben der Olympiabahn von 2010 in Whistler (British Columbia) als die schwierigste und gefährlichste der Welt.

## Rennrodeln auf Naturbahn

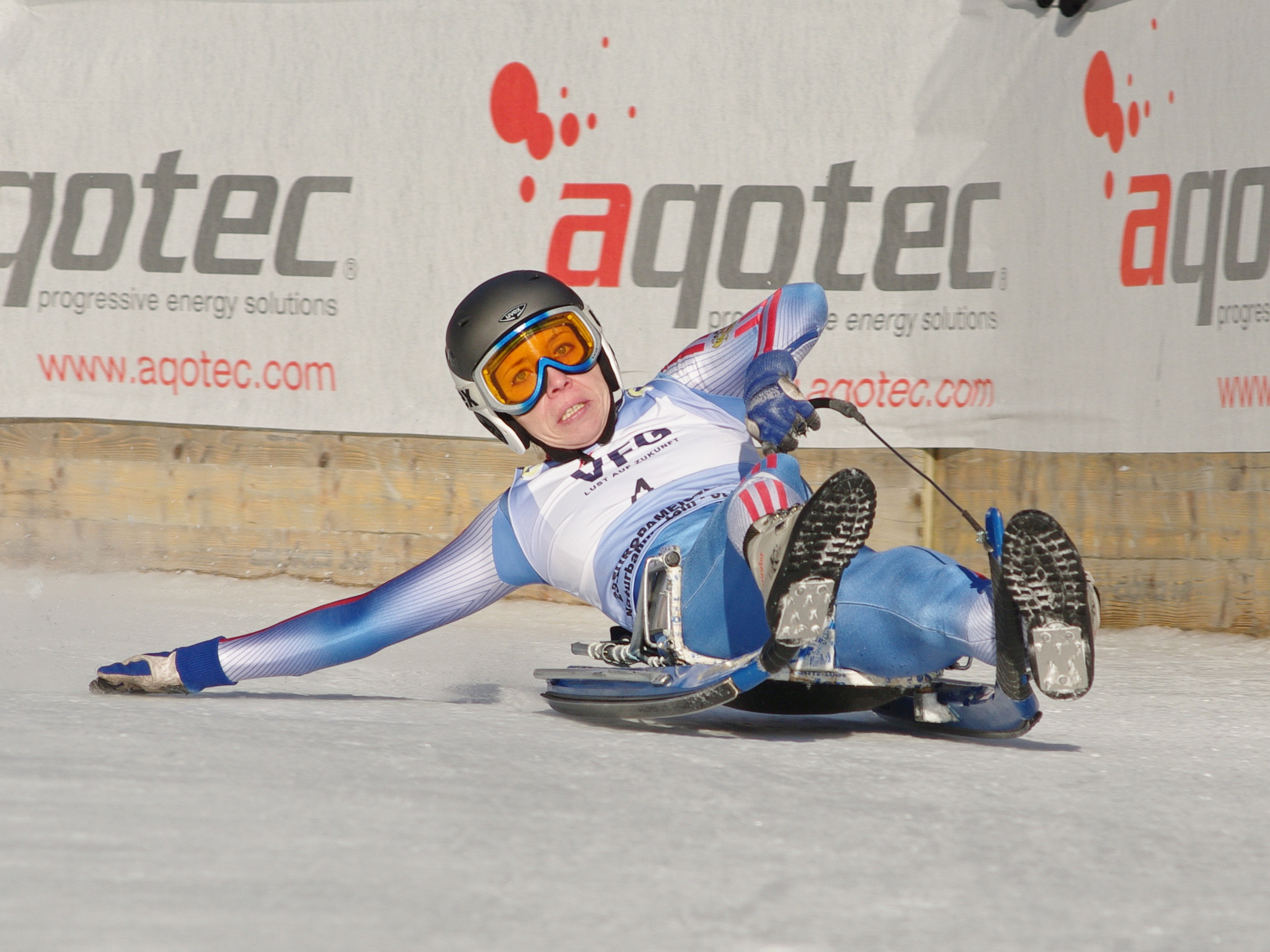
Jekaterina Lawrentjewa (RUS)

Rennrodeln auf Naturbahn stellt eine Variante des Rennrodelns dar und gilt zugleich als ursprünglichste und traditionellste Form des Rodelsports. Aus dem Naturbahnrodeln entwickelte sich die olympische Disziplin Rennrodeln auf Kunsteisbahnen. Bis zum Beginn des 20. Jahrhunderts wurden Schlittenrennen überwiegend auf verschneiten Waldwegen mit ein bis zwei Meter hohen Schneewänden in den Kurven gefahren. Ab 1910 begann man Rodelbahnen anzulegen und die überhöhten Kurven zu vereisen, wodurch die ersten Kunstbahnen entstanden. Nach der Olympiapremiere des Rennrodelns auf Kunsteisbahnen im Jahr 1964 trennte sich schließlich die Entwicklung von Kunst- und Naturbahnrodeln. 1966 gründete sich innerhalb des Internationalen Rennrodelverbandes (FIL) eine eigene Naturbahnkommission, die sich ausschließlich um diese Sportart kümmerte. Im Jahr 1970 fand im österreichischen Kapfenberg die erste Europameisterschaft und 1979 in Inzing (AUT) die erste Weltmeisterschaft im Naturbahnrodeln statt. Seit den 1970er Jahren versucht die FIL, Naturbahnrodeln als olympische Disziplin anerkennen zu lassen. Bisher wurden jedoch alle Anträge abgelehnt. Im Jahr 1992 fanden schließlich die ersten Weltcuprennen im finnischen Rautavaara (Nähe Kuopio) statt.
Der Rennrodelsport auf Naturbahn umfasst die Disziplinen Damen Einsitzer, Herren Einsitzer und Doppelsitzer. Zusätzlich wird ein Teamwettbewerb mit je einem Einsitzer der Frauen und je einem Einsitzer der Männer durchgeführt. Bei Parallelwettbewerben fahren zwei Rodler auf nebeneinander liegenden Strecken gegeneinander. Auch ein Verfolgungsrennen wurde bereits mehrmals veranstaltet. Der Weltcup im italienischen Deutschnofen/Nova Ponente sowie das Finale im österreichischen Umhausen werden als Klassiker, das Rennen auf verkürzter Strecke im russischen Moskau als City-Race bezeichnet. Seit der Saison 2014/15 gibt es als Ersatz für den Intercontinentalcup (IC-Cup) den FIL Juniorenweltcup Rennrodeln auf Naturbahn (JWC) mit 4 Rennen, welche in den Klassen Junioren I und Junioren II gewertet werden.
Waren bis in die 1990er Jahre Österreich und Italien die dominierenden Nationen im internationalen Renngeschehen, können mittlerweile auch andere Länder wie Russland, Deutschland, Neuseeland, Polen und die Ukraine beachtliche Erfolge vorweisen.

### Wettkämpfe
- Europapokal von 1967 bis 1995
- Europameisterschaften seit 1970
- Weltcup seit 1992/93
- Weltmeisterschaften seit 1979 in ungeraden Jahren
- Intercontinental-Cup (IC-CUP bzw. Europacup) bis Saison 2014/15
- FIL Juniorenweltcup Rennrodeln auf Naturbahn ab Saison 2014/15
- Junioreneuropameisterschaften seit 1974
- Juniorenweltmeisterschaften seit 1997 in geraden Jahren

Kontinentale Meisterschaften für Damen und Herren in geraden Jahren jährlich
Ausnahme: Nordamerikanische Meisterschaften
Kontinentale Juniorenmeisterschaften in ungeraden Jahren

### Sportgerät, Ausstattung und Fahrtechnik

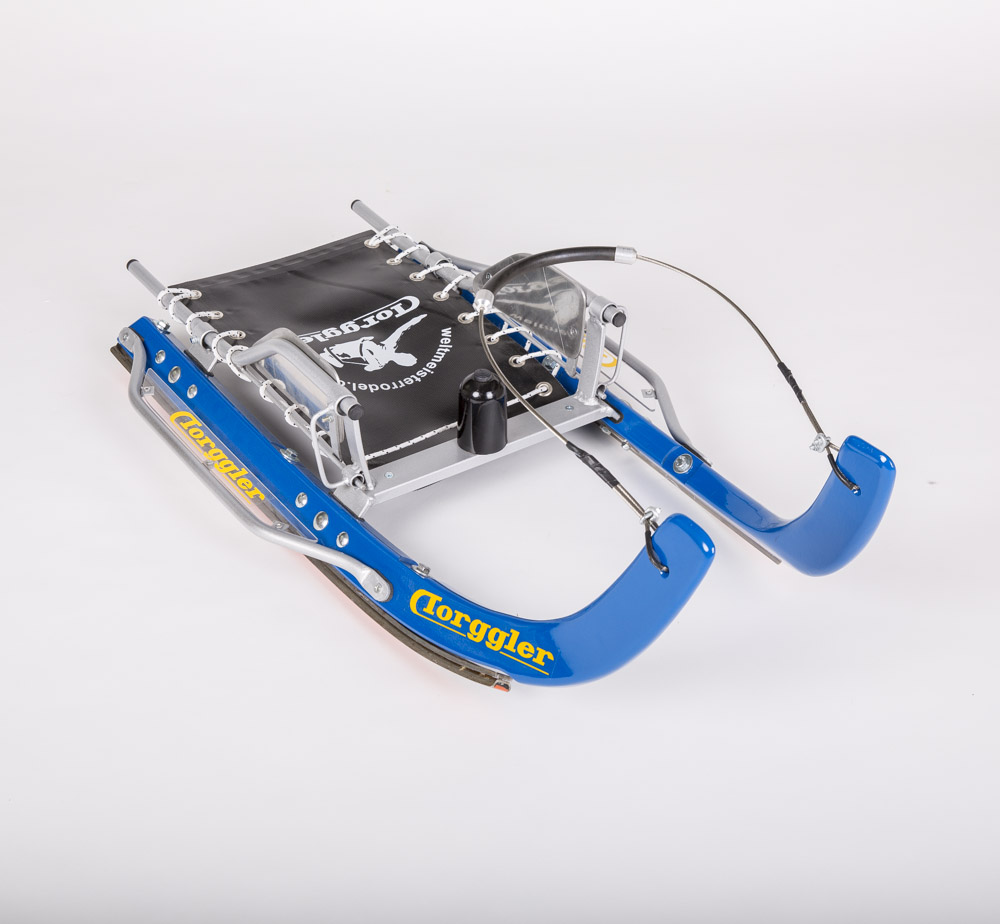
Luge « Naturbahnrennrodel » mit Belagschienen und Lenkriemen

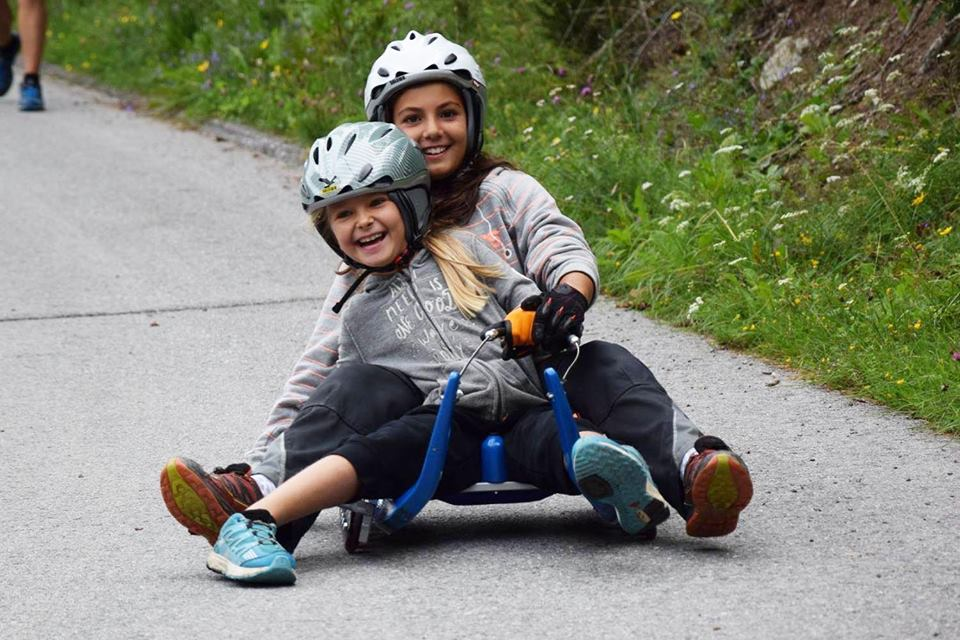
Rollenrodeln (Sommer-Variante)

Der Rennrodel besteht aus einer Sitzmatte, zwei ungeteilten Sitzböcken aus Metall, zwei Kufen mit Laufschienen, zwei seitlichen Schutzleisten und einem Lenkseil aus Stahl. Die Laufschienen dürfen weder flexibel, noch quergeteilt sein. Die Außenkanten müssen eine Brechung aufweisen. Die Spurbreite beträgt maximal 450 mm (für Jugendliche maximal 400 mm). Die Breite des kompletten Schlittens darf 600 mm nicht überschreiten. Der Freiwinkel der Laufschienen darf maximal 45° bei den Einsitzern, 40° bei den Doppelsitzern und 35° Jugendschlitten betragen. Das Gewicht beträgt maximal 20 kg für die Doppelsitzer, 14 kg für die Einsitzer und max. 12 kg für die Jugendrodel (für Jugend I und II nur Stahlschienen erlaubt).
Die Sportler tragen spezielles Schuhwerk. Die Schuhe sind mit fest auf einer Platte montierten Spikes versehen. Länge und Anzahl der Spikes sind frei wählbar. Des Weiteren werden Schutzhelme, Rennanzüge und spezielle Handschuhe, die an den Außenflächen der Fingerteile Stahlspikes besitzen, getragen. Jugendfahrer tragen bei Veranstaltungen zusätzlich reglementierte Knöchelschützer unter den Rodelschuhen.
Beim Start beschleunigt der Sportler den Schlitten mit Paddelschlägen. Gesteuert wird der Schlitten durch Gewichtsverlagerung – vor allem der Arme – mit den Füßen, sowie mit Riemen, die an den Kufenenden befestigt sind. Der Anbau von Fußstützen ist gestattet, die Verwendung von mechanischen Bremseinrichtungen untersagt. Der Start erfolgt sitzend auf einer vereisten Startrampe, die mit zwei geriffelten Haltegriffen versehen ist. Am Startplatz werden Gewicht und Abmessungen des Schlittens, Temperatur der Laufschienen und die Startnummernbefestigung kontrolliert. Wettkämpfer benötigen eine gültige Lizenz. Fahrzeiten werden auf Hundertstel Sekunden genommen. Nach Stürzen dürfen die Piloten ihre Fahrt aus eigener Kraft fortsetzen. Wettkämpfe finden bei jeder Witterung bis zu einer Temperatur von −25 °C statt. Bei tieferen Temperaturen obliegt dem Rennleiter die Entscheidung über die Durchführung des Wettkampfes.
Die Sportgeräte weisen wesentliche Unterschiede zu jenen beim Kunstbahnrodeln auf: Die Kanten sind messerscharf, die Kufen durch Gummilagerung beweglich und mit einem Stahl-Lenkriemen versehen. Zum Lenken verwenden Athleten neben den Beinen auch die Hände oder Arme.
Der Sportler startet beim Naturbahnrodeln im Sitzen, zieht sich von einem Haltegriff auf einer vereisten Startrampe ab und beschleunigt durch kräftige Paddelschläge mit den Händen. Der Fahrer trägt dabei Handschuhe mit Spikes. Gesteuert wird durch Gewichtsverlagerung und Beindruck am Kufenaufbug sowie mit dem Lenkseil, das an den Kufenenden befestigt ist. Durch den Einsatz von Spikes an den Schuhen kann gebremst werden. Nach Stürzen dürfen die Athleten ihre Fahrt aus eigener Kraft fortsetzen.
Die Athleten rodeln auf Spezialschlitten nur wenige Zentimeter über dem Eis auf den präparierten Naturrodelbahnen hinunter und erreichen dabei Spitzengeschwindigkeiten von bis zu 90 km/h.
Durch die messerscharfen Schienen hält der Athlet den Rodel in der Spur. Um die Fliehkräfte in den Kurven zu bewältigen, sind Bremsmanöver wichtig. Durch stetige technische Innovationen wurde der Rennrodel für Naturbahnen zu einem professionellen und dynamischen Sportgerät. Das Rennrodeln auf Naturbahnen stellt bis heute eine umweltfreundliche und nachhaltige Natursportart dar. Durch die fehlende künstliche Vereisung und der vielfältigen Nutzung der Rodelstrecken, die im Sommer als Forst- und Bergstraßen dienen, bleibt diese Disziplin eine der natürlichsten Formen des Rodelns.

### Naturbahnen

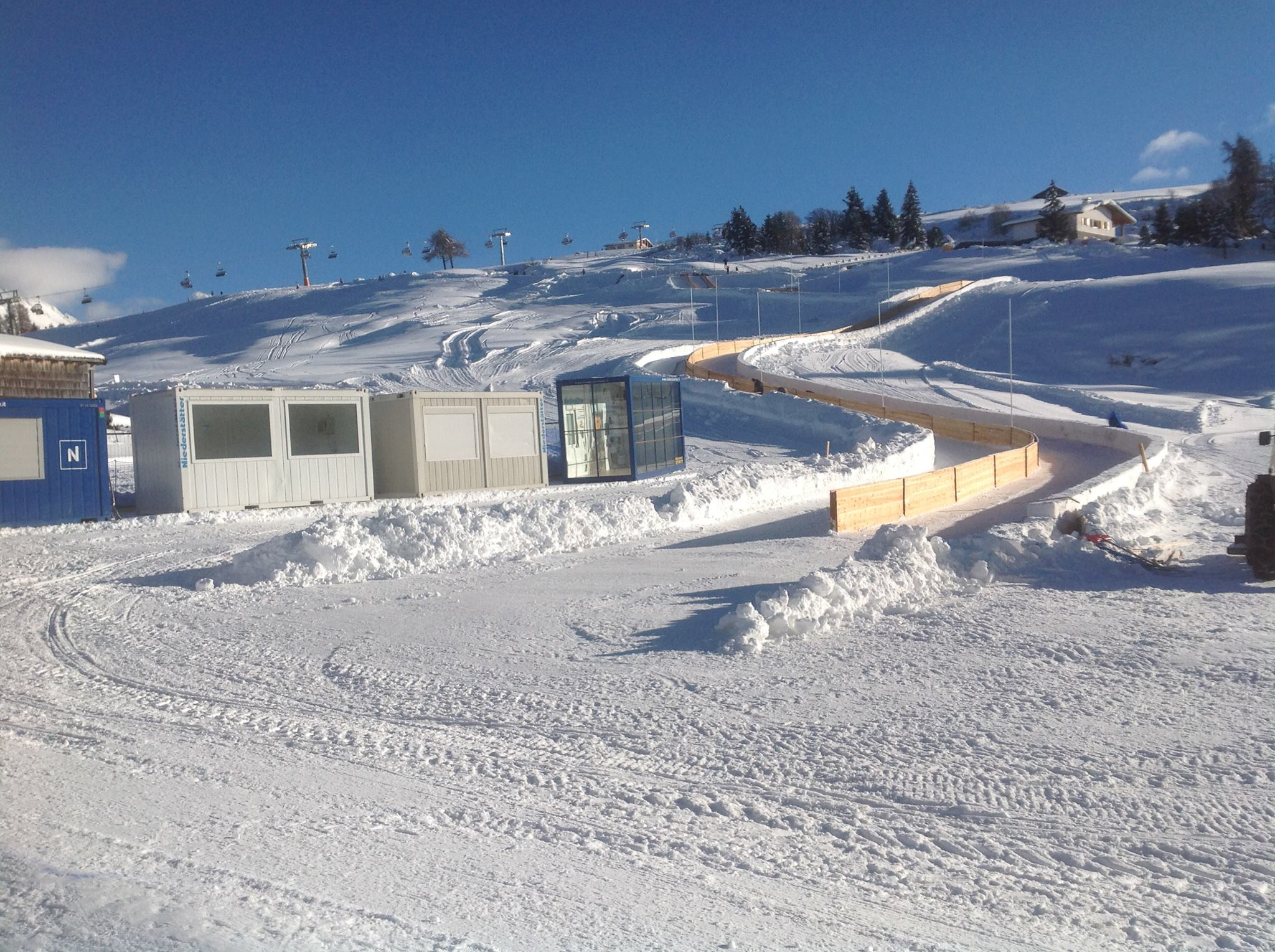
Parallel-Weltcupstrecke Seiseralm (ITA)

Naturbahnen werden zum Teil auf bestehenden Wegen, aber auch auf eigens dafür geschaffenen Flächen errichtet und müssen dem gegebenen Gelände natürlich angepasst sein. Sie werden mit hölzernen Banden, Plastik-Wänden oder Schaumstoffmatten abgegrenzt und nur mit Schnee und Wasser (Eis) präpariert. Die Bahnen müssen eine Mindestbreite von 3 m besitzen und die Kurven einen Mindestradius von sieben Metern aufweisen. Sie dürfen, im Gegensatz zu den Kunstbahnen, nicht überhöht werden. Die üblichen Längen dieser Naturbahnen liegen zwischen 400 und 1200 m, sie dürfen ein durchschnittliches Gefälle von 13 % und ein Maximalgefälle von 25 % nicht überschreiten.
Die Naturbahn soll mindestens folgende Elemente aufweisen:
- eine Linkskurve
- eine Rechtskurve
- eine Kehre (links und rechts)
- eine Kurvenkombination
- eine Gerade

Auf verkürzten Bahnen werden Parallelbewerbe (ca. 300 m), Verfolgungsrennen (300 m bis 600 m) und City-Rennen (ca. 400 m) ausgetragen.
Ab der Saison 2015/16 finden so versuchsweise Verfolgungsrennen (City-Event in Moskau, Junioren-Weltcup Seiseralm) und Parallel-Wettbewerbe in Skigebieten (beispielsweise in Kühtai/Tirol und auf der Seiseralm/Italien) Künstlich überhöhte Kurven sind nicht gestattet. Die Kurvensohle soll waagrecht sein.
Mehr als 50 Naturrodelbahnen sind vor allem in Italien, Österreich und Deutschland in Benutzung, hinzu kommen Bahnen in Russland, Polen, Rumänien, Bulgarien, Finnland, Schweden, Norwegen, der Tschechischen Republik, der Türkei, Kroatien, Neuseeland, Slowenien, der Ukraine, der Slowakei, der Schweiz, Frankreich und Liechtenstein sowie in Kanada und den USA.
In Deutschland findet man Rennstrecken in Unterammergau, Garmisch-Partenkirchen, Kreuth am Tegernsee, Rottach-Egern am Tegernsee und Tatzlwurm bei Rosenheim (alle Bayern).